# Web cache
Il Web caching è il caching di documenti web  (pagine HTML, immagini, ecc.) per permettere di ridurre l'uso della
banda e il tempo di accesso ad un sito web. Una web cache memorizza copie di documenti richiesti dagli utenti, successive richieste possono essere soddisfatte dalla cache se si presentano certe condizioni. Le Web cache di solito raggiungono picchi d'efficienza nell'ordine del 30%-50%, e migliorano la loro efficienza al crescere del numero di utenti.

## Descrizione
Il protocollo HTTP ha un insieme di funzionalità che gli user agent e i server originari possono usare o meno per controllare che i documenti siano memorizzati in una cache e per sapere quando la copia deve essere riutilizzata. Alcuni siti permettono l'utilizzo di una cache, altri no.
Le Web cache si differenziano in: lato client e lato server. Le cache lato client, anche chiamate forward cache, vengono utilizzate per servire un gruppo di utenti locale.  Sono spesso utilizzate da Internet Service Provider, scuole, e aziende per i loro utenti.  Le cache lato server, anche conosciute come reverse-caches e web accelerator, sono poste davanti ai server per ridurre il loro carico di lavoro.
Inoltre esistono servizi detti Content Delivery Network, costituiti da una rete di server dislocati in punti strategici di internet, che erogano contenuti di siti molto frequentati.
Tutti i maggiori siti che solitamente ricevono milioni di accessi al giorno hanno bisogno di qualche forma di web caching. Se molteplici server cache sono utilizzati insieme, possono essere coordinati da protocolli quali Internet Cache Protocol e HTCP.
I web browser moderni includono web cache interne.
Esempi di web cache esterne, di natura tecnologica diversa, sono:
- Squid cache
- Il Server Web apache può essere usato anche come web cache, utilizzando un apposito modulo
- Microsoft ISA Server, su microsoft.com.
- memcached

Le Web cache possono svolgere anche funzioni come il controllo d'accesso, l'autenticazione degli utenti e il filtraggio dei contenuti.
Alcune persone sono preoccupate che il web caching possa essere un atto di violazione del copyright.
Nel 1998 la DMCA aggiunse regole allo United States Code (17 Sec. 512) che tutelano ampiamente gli operatori da responsabilità sul copyright per lo scopo del caching.